# Patruni e sutta
Patruni e sutta o Patronu e sotta (in italiano Padrone e sotto) è un gioco di carte e di bevute (praticato con bevande alcoliche come birra e vino) diffuso in Sicilia e in parte dell'Italia meridionale soprattutto nei paesi di Savoia di Lucania  (dove risiedono i migliori giocatori) e in tutta la Basilicata, Calabria e Campania. 
Lo scopo del gioco è quello di bere e far andare "olmo" l'avversario pagando il meno possibile le bevande alcoliche. "Olmo" è colui che non beve: nome derivante dalla tipica pianta secca.
Si gioca solitamente con le carte napoletane in 4, 6 o 8 persone ed a squadre.
A Messina, in onore del gioco il birrificio Triscele s.r.l. dal 2008 produce l'omonima birra.

## Varietà dei nomi
Di seguito come viene chiamato il gioco in diverse parti d'Italia:
- Basilicata
  - Provincia di Potenza: padron e sott o Quarto[senza fonte]
- Campania
  - Provincia di Benevento: Patruni e sutta[senza fonte]
- Calabria: patruni e sutta[4][5]
- Puglia
  - Città metropolitana di Bari:: Zumbaridd [6]
  - Gargano, Carpino: La legge[senza fonte]
  - Gargano, Cagnano Varano: Lu quint'
  - Salento: Patrunu[7]
- Sicilia
  - Messina: Patruni e sutta

Trapani: Tocco

## Fasi di gioco

### Prima fase: La scopa
La prima fase del gioco consiste nel giocare una tradizionale scopa a squadre.
Chi perde paga da bere le bevande alcoliche (di solito birre), che nel caso di 4 giocatori sono 2, nel caso di 6 giocatori sono 3 e nel caso di 8 giocatori sono 4.
Oltre alle bottiglie servono quattro bicchieri. I bicchieri devono essere fatti in modo che, versando la bevanda fino a colmare l'orlo degli stessi, ne resti la metà nelle bottiglie, altrimenti si paga una birra automaticamente.

### Seconda fase

#### Primiera
Nella seconda fase del gioco, si rimescolano le carte e le si distribuiscono a tutti i giocatori in egual numero.
Chi possiede la primiera più alta si dice che è u patruni (il padrone), colui che possiede il secondo punteggio più alto è u sutta (il sotto).
La primiera si calcola nel seguente modo:
| Valore carta    | 7  | 6  | Asso | 5  | 4  | 3  | 2  | Re | Cavallo | Donna |
| Valore Primiera | 21 | 18 | 16   | 15 | 14 | 13 | 12 | 10 | 10      | 10    |

#### La proposta e le bevute
A questo punto "U sutta" propone il giocatore che dovrà bere, al "Patruni", il quale il giocatore proposto può rispondere affermativamente o in modo negativo.
Quando capitano due della stessa squadra sia vincente che perdente vorranno far bere solamente i loro compagni.
Il gioco si complica quando "u patruni" e "u sutta" non sono della stessa squadra e si cerca di arrivare a compromessi per far bere i propri compagni.
Esaurite le bevande sul tavolo, se ne portano altre e si ricomincia una nuova briscola e così un nuovo giro. Può capitare che finendo le bevande qualcuno non beve e vengono chiamati "Urmi" se sono due o più giocatori, invece se un giocatore non beve viene chiamato "Urmu a sulu". "Urmi" (o "Urma" nel cosentino) significa ombra, ossia essere lasciato (o lasciare qualcuno) all'ombra, al riparo dalle bevute, sebbene ciò abbia una accezione negativa.
Una variante, nella distribuzione delle bevute, è quella per cui si cerca di mettere in mezzo uno dei partecipanti, concentrando su di lui le bevute, con apparenti lusinghe ed attestati di stima,  e portarlo a uno stato di ubriachezza. La regola, infatti prevede che il patruni conceda al sutta la facoltà di disporre delle due bevute. Se il patruni è a favore si procede, altrimenti il patruni potrà variare, ma se il sutta non cede, il patruni sarà costretto a entrambe le bevute. Giocato in questo modo, si articola una complessa rete di alleanze che fanno e si disfano, per cui non è detto che il gioco porti al risultato prefissato, ossia quello di mettere in mezzo una vittima.

## Varianti
Esistono delle varianti che semplificano il gioco, ad esempio eliminando la briscola iniziale (e le bevande si comprano dividendo equamente) e lasciando invariato il resto, oppure evitando anche la primiera (come nella variante delle tre figure).
Del primo gioco rimane la consuetudine dei bicchieri e delle bottiglie semipiene.
La primiera invece scompare e al suo posto si utilizzano le 3 figure; nel caso delle carte Siciliane, Napoletane la donna di denari corrisponde a colui che propone i nomi delle persone a cui far bere, il cavallo di denari ha il potere di decidere chi deve bere e il re di denari è invece la persona che bussando sul tavolo può bersi, ad esempio, la birra a prescindere da cosa hanno deciso i possessori delle figure precedenti.
nel caso delle carte francesi è il jack di quadri che propone, la donna di quadri che decide e il re di quadri ha la medesima funzione del re di denari delle carte napoletane.

### Svolgimento di Patruni e sutta con solo la fase delle 3 figure
Il gioco inizia con la distribuzione di un certo numero di carte a ogni giocatore.
Il numero di carte a testa varia al variare dei partecipanti, infatti andranno distribuite una alla volta in senso orario a partire dal mazziere a tutti i partecipanti fino al loro esaurimento, alcune volte può capitare che il numero di carte per giocatore sia differente anche se questo non comporta alcuna modifica nello svolgimento del gioco.
Un giocatore può avere al massimo una figura di quelle rilevanti per il gioco o tutte 3, mai 2.
Per scegliere il seme, chi mischia le carte fa alzare il mazzo al giocatore alla sua destra e il giocatore che alza chiama un seme tra i quattro. 

#### Caso con due figure
Se un giocatore ha due figure (donna e cavallo, re e donna o re e cavallo), la partita va a monte (s'ammunta) e si ridistribuiscono le carte. C'è una variante dove invece si può giocare ugualmente.

##### Caso con una figura
Se invece le 3 carte vengono date a giocatori diversi può incominciare la partita.
Chi ha la donna o il cavallo li mostra, invece chi ha il re lo tiene nascosto e non lo rivela.
La donna propone chi far bere (anche se stesso o chi possiede il cavallo) e il cavallo a seconda della sua volontà e del rispetto che ha per i giocatori dice sì o no. Chi beve e riceve il bicchiere o la bottiglia riempita a metà, deve pronunciare la formula di rispetto: "alla salute del re!".
Se costui non pronuncia la formula o la storpia, il re si sentirà in diritto di bussare sul tavolo (mostrerà la carta del re) e si prenderà la birra che era stata assegnata all'altro giocatore. Potrà fare ciò solo prima che il giocatore abbia messo alle labbra il bicchiere o la bottiglia.
Ovviamente il re può bussare in qualsiasi caso, ma solitamente lo si fa per evidenziare una mancanza di rispetto, per formare delle squadre o per semplice voglia di bere.
In un turno il re potrebbe perfino bere tutto ciò che fa parte di quel turno, ma questo ovviamente non verrebbe visto bene dagli altri giocatori che nei turni successivi lo estranierebbero dal gioco senza fargli toccare niente oppure deciderebbero di farlo ubriacare completamente.
Chi beve dal bicchiere deve finirlo prima che ricominci il giro, chi beve dalla bottiglia invece la dovrà finire entro il termine della partita.

##### Libera o bevi e Mi riservo
La donna, oltre che proporre una singola persona, ha anche la facoltà di chiedere al cavallo:"O libera o bevi". Questo significa che il giocatore che possiede il cavallo deve scegliere tra lasciar decidere al giocatore con la donna chi far bere o bersi tutti i bicchieri e le bottiglie del turno lui stesso.
Anche in questo caso, comunque, il re può sempre "bussare" e prendersi una o tutte le bevande. Viceversa se la donna (il sotto) vuole far bere tutto al cavallo (il padrone), questi può decidere di non bere lasciando alla donna la libertà di invitare alla bevuta chi vuole e al re di bussare a chi è stato invitato dal sotto.
C'è anche la formula per il Cavallo del Mi riservo. Con questa formula il Cavallo che subisce la proposta si può riservare di non far bere un certo numero di persone, da una fino a tutti i giocatori meno uno.
Nella formula non rivela chi ma solo il numero di persone. Sarà sempre la donna che proponendo chi vuol far bere che si scopriranno le persone riservate.

#### Caso con 3 figure: Patruni assolutu
Nel caso in cui ad un giocatore capitino tutte e 3 le carte, egli diventa il cosiddetto Patruni assolutu (padrone assoluto), acquisisce cioè tutti i poteri delle 3 carte e avrà la facoltà di decidere chi far bere per quel turno.

### Variante del gioco con l'asso
Per rendere più divertente il gioco, si può aggiungere un'altra carta: l'asso.
L'asso ha il potere di "bussare" al re quando egli stesso bussa per bere.
Però se il re non bussa l'asso non ha alcun potere.

### Svolgimento di Patruni e sutta con Asso e tre
Una variante prende in considerazione l'Asso che propone e il Tre che acconsente o nega. Il Re ha sempre il medesimo ruolo.
In questa variante non c'è bisogno di mandare a monte la partita se uno si trova solo con due carte poiché nel qual caso acquisisce i poteri delle due carte: Se ha asso e 3 puoi proporre e nessuno può ribattere, se ha asso e re può proporre e bussare, se ha tre e re può acconsentire e bussare.
Dopo ogni nuova partita, la persona che incarta le carte chiede alla persona alla sua destra (colei che incarterà alla partita successiva) il seme con cui si giocherà. E avranno, quindi, valore l'Asso il tre e il re di quel seme.
Quando però il Re bussa per bere, il cavallo è autorizzato a "bussare" e quindi a prendersi da bere ma solo ed esclusivamente se il Re ha bussato.
Una volta bussato il cavallo, sarà la donna ad essere autorizzata e così via fino alla carta di valore più basso.
Si decide preventivamente fino a quale carta è consentito bussare se fermarsi già al cavallo, alla donna o proseguire.
Esiste anche un'altra variante in cui le carte bussanti sono le tre figure (re, cavallo e donna ) ed ognuna è autorizzata a bussare, tuttavia il re non può farlo se hanno già bussato donna o cavallo e il cavallo non può bussare se l'ha già fatto la donna. In questa variante poco usata ma molto appassionante, la donna ha importanza fondamentale perché può bussare sempre ed a suo piacimento.

### Variante con soli Assi
Tale variante aggiunge più possibilità di dare meno potere alle figure del "Patruni" e del "Sutta" facendo entrare nel gioco anche altri giocatori e nuove figure. Questa variante viene usata nella provincia di Cosenza, quando al tavolo post-briscola si uniscono altre persone di altri tavoli o da sole, per aggiungere più bevute e rendere il giro più complesso negli inviti. Questa variante è ottima per i padroni da 8 persone in su è dà comunque la possibilità di avere una bevuta ciascuno e magari di averne un surplus per premiare i compagni. 
Svolgimento
Questa variante da come riferimento l'asso di denari come "Patruni",  l'asso di coppe come "U sutta", con le variabili dell'asso di spade e bastoni che possono modificare il giro rubando le bevute. Il giro si svolge così: l'asso di denari chiama le bevute, l'asso di coppe fai gli inviti e dopo aver trovato il compromesso tra "U patruni e U sutta" si inizia a bere in senso antiorario dal primo invito fatto, le bevute sono distribuite a 4 per volta in modo che l'asso di spade può scegliere di fare  "bussu" (togliere la bevuta) e non far bere la persona che preferisce, così facendo però si fa scoprire e avere delle ritorsioni nel giro successivo, dopo aver "bussato" la bevuta l'asso di spade espone la bevuta alla "bussata" a sua volta dell'asso di bastoni. In questa variante si hanno più possibilità di non andare "all'Urmu" e di rubare, magari agli avversari o a chi non gode di ottime simpatie, le bevute."U Bussu" espone l'asso di spade alla possibilità di dover bere tutto il giro, se "U sutta" decide di dare tutte le bevute a lui con il consenso de "U patruni" perché così facendo toglie la possibilità di "bussarsi" le bevute e far entrare in gioco l'asso di bastoni. Rimane la regola del Libera o Bevi ed infine il giocatore che ha l'asso di denari e di coppe insieme deve dichiararlo e le carte verranno nuovamente mischiate.

### Varianti in Campania e nel Lazio meridionale
Il gioco è diffuso anche in altre regioni d'Italia con alcune varianti. In alcune aree del Beneventano (con il medesimo nome e scopo ma non legato alla briscola) del Lazio meridionale viene indicato come zifola, o a volte passatella, gioco romano con cui ha molte assonanze; i ruoli vengono chiamati patrone e sotto.

### Variante in Basilicata
La variante diffusa in Basilicata, che prende il nome di Patrun e sott (o Padron e sott), si gioca tipicamente con le carte napoletane. Può giocarsi, ma non necessariamente, dopo una partita a tressette. Si distribuiscono ai giocatori due carte: chi ha il punto (valori della primiera) più alto diventa "il padrone", viceversa il punto più basso copre la carica de "il sotto".
In taluni casi, ha alcuni poteri invertiti rispetto al gioco tradizionale: il Re sceglie chi beve e la Donna può bussare.